# Společnost Maxe Plancka
Společnost Maxe Plancka pro rozvoj vědy (německy Max-Planck-Gesellschaft zur Förderung der Wissenschaften; zkráceně MPG) je formálně nezávislá, nevládní a nezisková asociace německých výzkumných ústavů. Společnost byla založena v roce 1911 jako Společnost císaře Viléma (Kaiser-Wilhelm-Gesselschaft). Po druhé světové válce byla obnovena a v roce 1948 přejmenována na Společnost Maxe Plancka na počest svého bývalého prezidenta, nositele Nobelovy ceny za fyziku Maxe Plancka.
Pod MPG spadá 86 ústavů a výzkumných zařízení (k 1. lednu 2021); pět ústavů a jedno výzkumné pracoviště se nachází v zahraníčí.
Společnost Maxe Plancka podporuje základní výzkum v přírodních, společenských, humanitních vědách a umění, ve třech sekcích:
- Biologicko-medicinská sekce
- Chemicko-fyzikální a technická sekce
- Sekce společenských a humanitních věd

Vedle ústavů provozuje MPG badatelské skupiny (MPFG) a Mezinárodní výzkumné školy (IMPRS) pro doktorské studenty v úzké spolupráci s řadou univerzit, včetně zahraničních.
Společnost má právní formu spolku a je financována z prostředků spolkové vlády, jednotlivých zemských vlád a ze sponzorských darů. Rozpočet na rok 2018 činil něco přes 1,8 miliardy EUR. Zaměstnává 23 767 osob, z toho přes 800 stipendistů a téměř 2000 hostujících vědců a vědkyň. 54,6% vědeckých pracovníků nejsou občané Spolkové republiky, stejně jako 33% všech zaměstnanců.
Společnost Maxe Plancka se těší značné vědecké autoritě. S celkovým počtem 37 nobelistů jde o jednu z největších a nejprestižnějších vědeckých institucí na světě.
V žebříčku Times Litterary Supplement 2006 byla MPG na prvním místě mezi neuniverzitními vědeckými zařízeními na světě a na třetím místě (za AT&T a Argonne National Laboratory) ve výzkumu technologií. V žebříčku Nature se v roce 2018 MPG umístila mezi největšími přispěvateli do 82 předních časopisů ve všech vědeckých disciplínách. V indexu se MPG umístila třetí, po Čínské akademii věd a Harvardově univerzitě.